# St. Moritz (Wechingen)

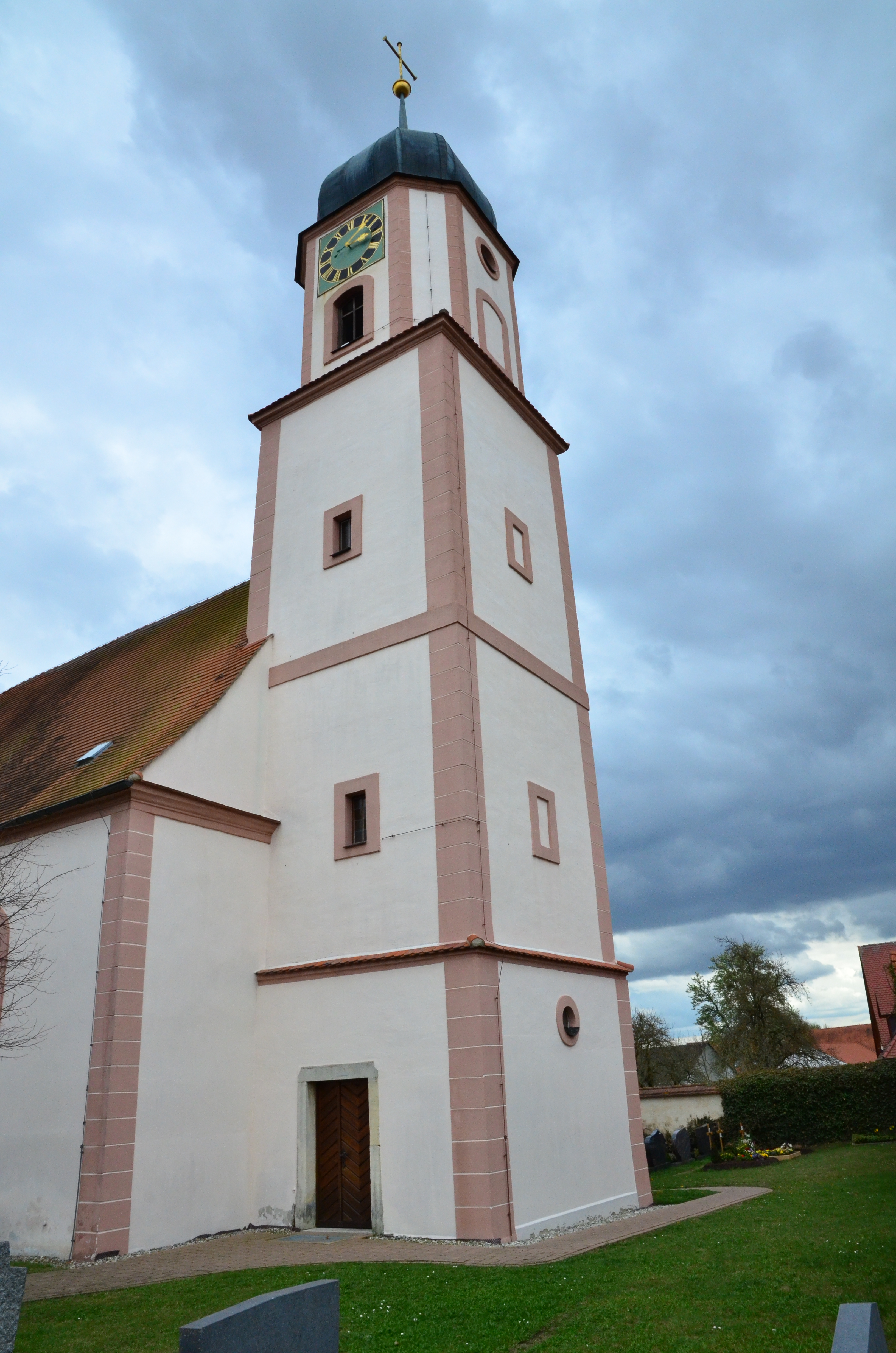
St. Moritz in Wechingen

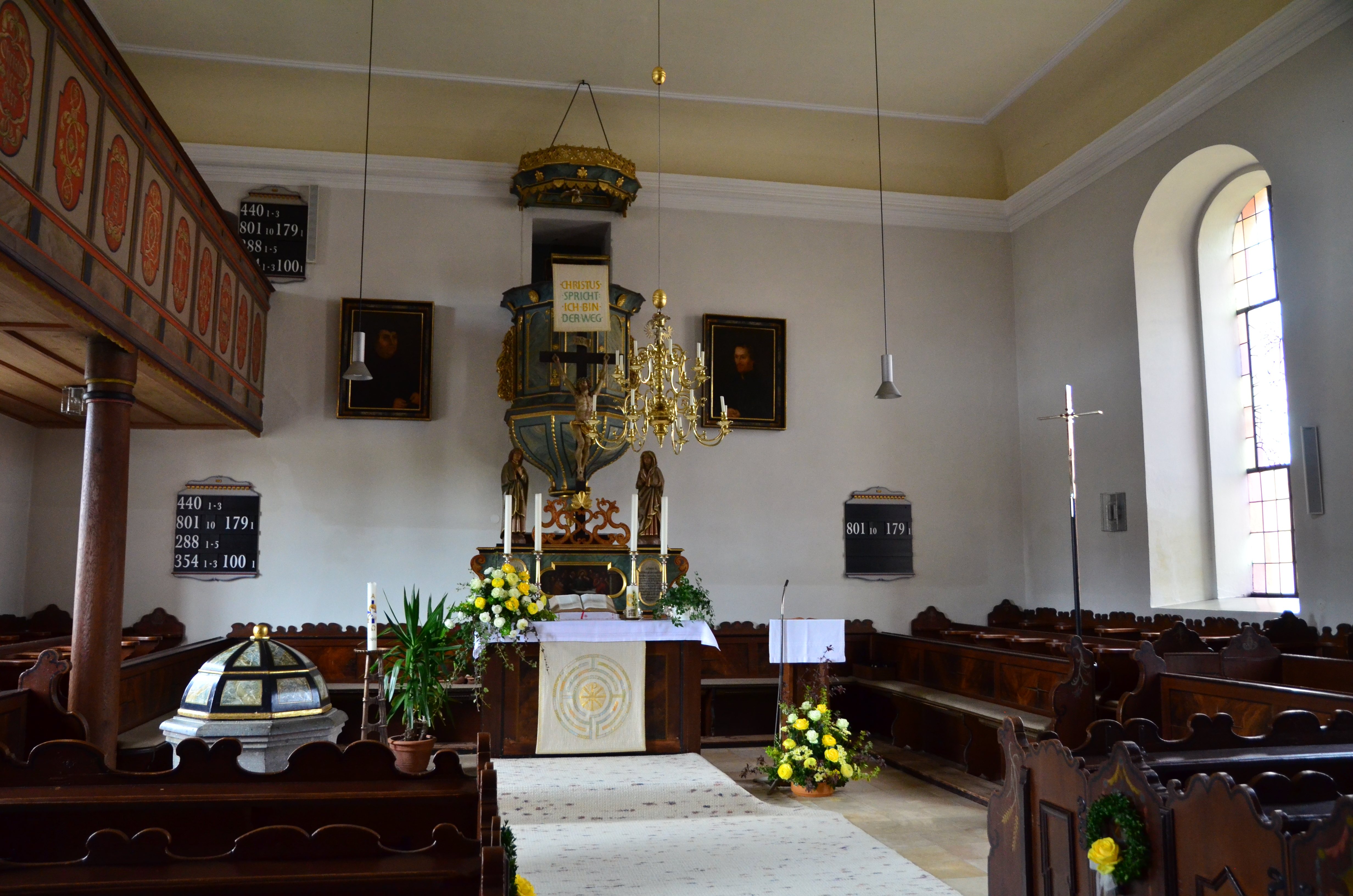
Innenraum

Die evangelisch-lutherische Pfarrkirche St. Moritz steht in Wechingen, einer Gemeinde im schwäbischen Landkreis Donau-Ries in Bayern. Das Bauwerk ist in der Liste der Baudenkmäler in Wechingen als Baudenkmal unter der Nr. D-7-79-226-2 eingetragen. Die Pfarrei gehört zum Evangelisch-Lutherischen Dekanat Donau-Ries im Kirchenkreis Augsburg der Evangelisch-Lutherischen Kirche in Bayern.

## Beschreibung
Die Saalkirche wurde 1738 unter Graf Oettingen-Wallerstein im Markgrafenstil neu erbaut. Sie besteht aus einem Langhaus und einem Fassadenturm auf quadratischem Grundriss im Westen, dessen oberstes viereckiges Geschoss mit abgeschrägten Ecken die Turmuhr und den Glockenstuhl mit drei Kirchenglocken beherbergt, und der mit einer Zwiebelhaube bedeckt ist. Der mit einer Flachdecke überspannte Innenraum des Langhauses, hat an der Nordseite eine Empore und an der Ostseite einen Kanzelaltar. Die Orgel wurde 1897 von der Gebr. Sieber Orgelbau errichtet.